# Stanisław Ryłko
Stanisław Marian Ryłko (Andrychów, 4 juli 1945) is een Pools geestelijke en een kardinaal van de Rooms-Katholieke Kerk.
Ryłko studeerde aan het seminarie van Krakau en promoveerde in de sociale wetenschappen aan de Pauselijke Gregoriaanse Universiteit in Rome. Hij werd op 30 maart 1969 door Karol Wojtyła, aartsbisschop van Krakau en de latere paus Johannes Paulus II, tot priester gewijd. Tot 1971 deed hij pastoraal werk in Poronin. Daarna werd hij eerst vice-rector aan het Krakauer seminarie en vervolgens hoogleraar in de praktische theologie aan de Pauselijke Theologische Academie Krakau. Daarnaast was hij secretaris van de commissie van de Poolse bisschoppenconferentie die zich bezighield met het lekenapostolaat.
In 1987 trad Ryłko in dienst van de Romeinse Curie, om bij de Pauselijke Raad voor de Leken de sectie te gaan leiden die zich met jongeren bezighield. In deze hoedanigheid was hij nauw betrokken bij de organisatie van de Wereldjongerendagen in 1989 en 1991. In 1992 werd hij medewerker van de Poolse sectie van het staatssecretariaat.
Op 20 december 1995 werd Ryłko benoemd tot secretaris van de Pauselijke Raad voor de Leken en tot  titulair bisschop van Novicia. Zijn bisschopswijding vond plaats op 6 januari 1996. Op 4 oktober 2003 volgde zijn benoeming tot voorzitter van deze raad. Bij deze gelegenheid werd hij tevens benoemd tot titulair aartsbisschop van Novicia.
Ryłko werd tijden het consistorie van 24 november 2007 kardinaal gecreëerd, met de rang van kardinaal-diaken. Zijn titeldiakonie werd de Sacro Cuore di Cristo Re. Hij nam deel aan de conclaven van 2013 en 2025.
Ryłko is sinds 2008 tevens lid van de Congregaties voor de Heilig- en Zaligsprekingsprocessen en voor de Bisschoppen en van de Pauselijke Commissie voor Latijns-Amerika.
In verband met de opheffing van de Pauselijke Raad voor de Leken verloor Ryłko op 1 september 2016 zijn functie als voorzitter van deze raad. Op 28 december 2016 werd hij benoemd tot aartspriester van de basiliek van Santa Maria Maggiore.
Op 19 mei 2018 werd Ryłko bevorderd tot kardinaal-priester. Zijn titeldiakonie werd tevens zijn titelkerk pro hac vice.
Ryłko ging op 4 juli 2025 met emeritaat. Op dezelfde dag verloor hij - in verband met het bereiken van de 80-jarige leeftijd - het recht om deel te nemen aan een toekomstig conclaaf. 
- Gemeinsame Normdatei: 111664424X
- International Standard Name Identifier: 0000 0001 1157 645X
- Système universitaire de documentation: 118584359
- Virtual International Authority File: 162249278
- WorldCat: E39PBJc7TbxKV6Jtq7tQqPJqwC